# 里加圍城戰 (1700年)
里加圍城戰指的是大北方戰爭期間，發生於1700年2月22日及6月15日在里加的兩場圍城戰:687 。瑞典四千名守軍在埃里克·達爾堡的指揮下成功擊退薩克森的部隊，直到瑞典主力軍在卡爾十二世在里加戰役橫掃薩克森軍後，徹底在當年解圍了里加。下一次嘗試從瑞典手中奪取里加的企圖，要往後到1710年，彼得大帝率領俄軍所發起的里加圍城戰。